# 最後可以再拜託您一件事嗎？
《最後可以再拜託您一件事嗎？》是鳳ナナ所撰寫的日本輕小說。2018年4月10日開始在AlphaPolis電網浮游都市連載。
同年8月起經Regina Books發行實體書，沙月擔綱插圖。改編漫畫由厚朴空擔任作畫。2019年6月起亦於網站《AlphaPolis電網浮游都市》開始連載。

## 故事簡介
容貌秀麗的公爵千金史卡蕾特就讀於王立貴族學院，無論學識或魔法成績都非常優異，她平時待人接物卻冷若冰霜，因此被人稱為「冰之薔薇」，那其實是一直隱忍貴族子弟諸多不良行為而努力壓抑自己的結果，她從小就與第二王子訂立婚姻關係，並且被迫服從王子及身旁一眾貴族追隨者的無理要求，除此之外，她似乎尚有一個早已逐漸被世人淡忘的隱藏外號。有一日未婚夫第二王子把她叫到舞踏宴裡，無端指控她的各種不是，當眾宣佈解除婚約關係，甚至揶揄她是歌劇裡的「惡役千金」，面對這些無來由的荒謬指控與羞辱，終於點燃了史卡蕾特長年累積的怒火，選擇不再忍耐並且對王子作出最後一個請求，這個請求就是公爵千金握緊了拳頭開始大展身手，在場所有欺負她的人全被施以鐵拳制裁，即使大量隨從全上試圖以人數優勢壓制，依舊所向披靡，一干惡德貴族全部被揍得落花流水無一倖免，這時宴會場上終於有人想起這個女子塵封已久的外號就叫「狂犬姬」。公爵千金憑藉著己身強大的武力，開啟了一段痛快的武鬥派奇幻物語。

## 登場人物

### 主要角色
史卡蕾特·艾爾·旺堤米翁（聲：瀨戶麻沙美）
公爵家的千金。就讀於貴族子女聚集的王立貴族學院，無論學識或魔法成績都非常優異。自小與第二王子凱爾訂立婚約關係，被迫服從王子及身旁一眾貴族追隨者的各種無理要求，對於王子輕浮且陰險的性格感到非常厭倦膩煩，長期忍耐這些貴族子弟諸多不良行為而努力壓抑自己，這也造成她臉上不輕易表露喜怒哀樂，給外界一種冰冷的印象。有一日她受邀參加未婚夫第二王子舉辦的宴會，王子突然單方面宣佈解除婚約，轉而與另一位貴族千金泰勒莎·霍普金斯訂婚，還以各種無來由的荒謬指控說她屢次欺凌泰勒莎，甚至譏諷她是歌劇裡的惡役千金，面對這些污衊羞辱終於讓她多年來累積的情緒爆發，選擇不再隱忍直接對這群惡德貴族進行鐵拳制裁。另一個身份是迪安娜聖教的兩大聖女之一。
朱利亞斯·馮恩·帕里斯坦（聲：加藤涉）
帕里斯坦王國第一王子。是一位卓越的王位未來繼承者，對史卡蕾特抱持著濃厚的興趣。與史卡蕾特均就讀於王立貴族學院，在校成績甚至比她還要優秀，雖然文武全才，但個性腹黑喜歡低調行事，一直隱藏著真正的實力。儘管他是這個王國的正統繼承人，致力於建立一個端正之風的國家，這種理想抱負與準備跟他爭奪王位的第二王子凱爾，及身旁一眾惡德貴族支持者們相互抵觸。在史卡蕾特揍翻惡德貴族的那場騷動裡，由於他的暗中斡旋，使她事後沒有受到王室任何懲罰，還趁隙剪除第二王子的支持勢力。
雷奧納多·艾爾·旺堤米翁（聲：石毛翔彌）
公爵家的長子，史卡蕾特的哥哥，是個溫柔的兄長。擔任王宮秘密調查室的室長一職，是第一王子朱利亞斯的得力助手，對妹妹的危險綽號感到憂心忡忡。由於史卡蕾特與朱利亞斯兩人都很擅長引發事端的緣故，工作負擔不斷加重，使得他經常胃痛，胃藥從不離身。

### 帕里斯坦王國
凱爾·馮恩·帕里斯坦（聲：坂泰斗）
帕里斯坦王國第二王子。個性自我中心、妒忌心重。對前未婚妻史卡蕾特百般刁難。相對於文武雙全的哥哥朱利亞斯，本人卻被旁人視作一無是處的廢物。實際上只是宰相的政治傀儡。原本與史卡蕾特訂立婚約關係，卻特意舉辦宴會把眾人都叫來，並以莫須有的罪名指控她各種不是，當眾宣佈解除婚約，還訕笑她是歌劇裡的惡役千金，迫使她長年累積的夙怨爆發，在史卡蕾特鐵拳制裁一票惡德貴族完畢後，特地把他留在最終壓軸，被狠狠的痛揍一頓。事後被剝奪王位繼承權和王族身份，被流放到偏遠的邊境。

### 迪安娜聖教
迪安娜
迪安娜聖教的現任聖女。喜歡史卡蕾特，把對方當作姐姐般愛慕，討厭接近史卡蕾特的男性。在巡遊期間被帕爾米亞教信徒襲擊時被雷奧納多所救，自此愛上了對方。
迪奧斯
迪安娜聖教的騎士。實際上是迪安娜同父異母的哥哥。

### 帕爾米亞教
泰勒莎·霍普金斯（聲：加隈亞衣）
霍普金斯男爵家的千金。引發凱爾公開廢除與史卡蕾特婚約的始作俑者。實際上是一名轉生者，轉生前的名字為姬宮緹蕾莎，死後被帕爾米亞從日本轉生到異世界。以頭髮為代價盜取了迪安娜聖教的聖女迪安娜的聖力。

### 其他
格萊赫
惡魔。最初在番外篇中出場。在史卡蕾特7歲時擔任她一星期的家庭教師。也是教導史卡蕾特打人時需要配戴手套的人。

## 出版書籍

### 輕小說
| 冊數 | AlphaPolis    | AlphaPolis             |
| 冊數 | 發售日期      | ISBN                   |
| ---- | ------------- | ---------------------- |
| 1    | 2018年8月6日  | ISBN 978-4-434-24925-9 |
| 2    | 2018年12月3日 | ISBN 978-4-434-25375-1 |
| 3    | 2023年4月5日  | ISBN 978-4-434-31786-6 |
| 4    | 2024年2月5日  | ISBN 978-4-434-33147-3 |
| 5    | 2024年10月5日 | ISBN 978-4-434-34529-6 |

### 漫畫
| 冊數 | AlphaPolis     | AlphaPolis             | 長鴻出版社   | 長鴻出版社             |
| 冊數 | 發售日期       | ISBN                   | 發行日期     | ISBN                   |
| ---- | -------------- | ---------------------- | ------------ | ---------------------- |
| 1    | 2020年3月5日   | ISBN 978-4-434-27024-6 | 2024年4月8日 | ISBN 978-626-008-669-5 |
| 2    | 2020年11月5日  | ISBN 978-4-434-28015-3 | 2024年4月8日 | ISBN 978-626-008-670-1 |
| 3    | 2021年4月5日   | ISBN 978-4-434-28679-7 | 2024年9月6日 | ISBN 978-626-009-194-1 |
| 4    | 2021年9月5日   | ISBN 978-4-434-29284-2 | 2024年9月6日 | ISBN 978-626-009-195-8 |
| 5    | 2022年4月5日   | ISBN 978-4-434-30104-9 |              |                        |
| 6    | 2022年10月5日  | ISBN 978-4-434-30894-9 |              |                        |
| 7    | 2023年4月5日   | ISBN 978-4-434-31776-7 |              |                        |
| 8    | 2023年12月31日 | ISBN 978-4-434-33140-4 |              |                        |
| 9    | 2024年10月5日  | ISBN 978-4-434-34076-5 |              |                        |

## 電視動畫
2024年9月16日，宣佈將改編為電視動畫，由Liden Films擔任動畫製作，2025年秋開始播放。

### 製作人員
- 原作：鳳奈奈
- 導演：坂本一也
- 系列構成：赤尾凸
- 角色設計：芳我惠理子
- 音響監督：本山哲
- 音樂：椿山日南子
- 動畫製作：Liden Films

## 外部連結
- 小說官方網站（日語）
- 漫畫官方網站（日語）
- 動畫官方網站（日語）
- 電視動畫的X（前Twitter）（日語）